# Asura pectinata
Asura pectinata är en fjärilsart som beskrevs av Hans Daniel Johan Wallengren 1860. Asura pectinata ingår i släktet Asura och familjen björnspinnare. Inga underarter finns listade i Catalogue of Life.